# Merchants of Doubt (film)
Merchants of Doubt är en dokumentärfilm från 2014 regisserad av Robert Kenner. Filmen är baserad på boken med samma namn, Merchants of Doubt, av en:Naomi Oreskes och en:Erik M. Conway.
- Hill & Knowlton[4]
- James Hansen
- Jim Inhofe
- Michael Mann (klimatolog)
- Michael Shermer
- Fred Singer (The Heartland Institute)[5]
- Bob Inglis, Americans for Prosperity
- en:Patricia Callahan, Chicago Tribune
- en:Sam Roe
- en:Stanton Glantz
- en:Climate change denial
- en:Media coverage of climate change
- en:David Heimbach[6]
- Orkanen Sandy, Orkanen Katrina
- Lurendrejeri
- Kalla kriget